# Rouleau illustré de Tsuchigumo
Le Rouleau illustré de Tsuchigumo (土蜘蛛草紙, Tsuchigumo no sōshi emaki) est un emaki (rouleau enluminé) datant du XIIIe siècle ou du XIVe siècle à l’époque de Kamakura. Il met en scène le Conte de Tsuchigumo (Tsuchigumo sōshi) qui narre le combat entre Minamoto no Yorimitsu et Watanabe no Tsuna contre une monstrueuse araignée appelée dans le folklore Tsuchigumo (« araignée de terre »). L’œuvre est entreposée au musée national de Tokyo et est classée bien culturel important.
Il existe d’autres rouleaux enluminés ultérieurs portant le même titre, souvent des copies du rouleau du musée national de Tokyo.

## Art des emaki

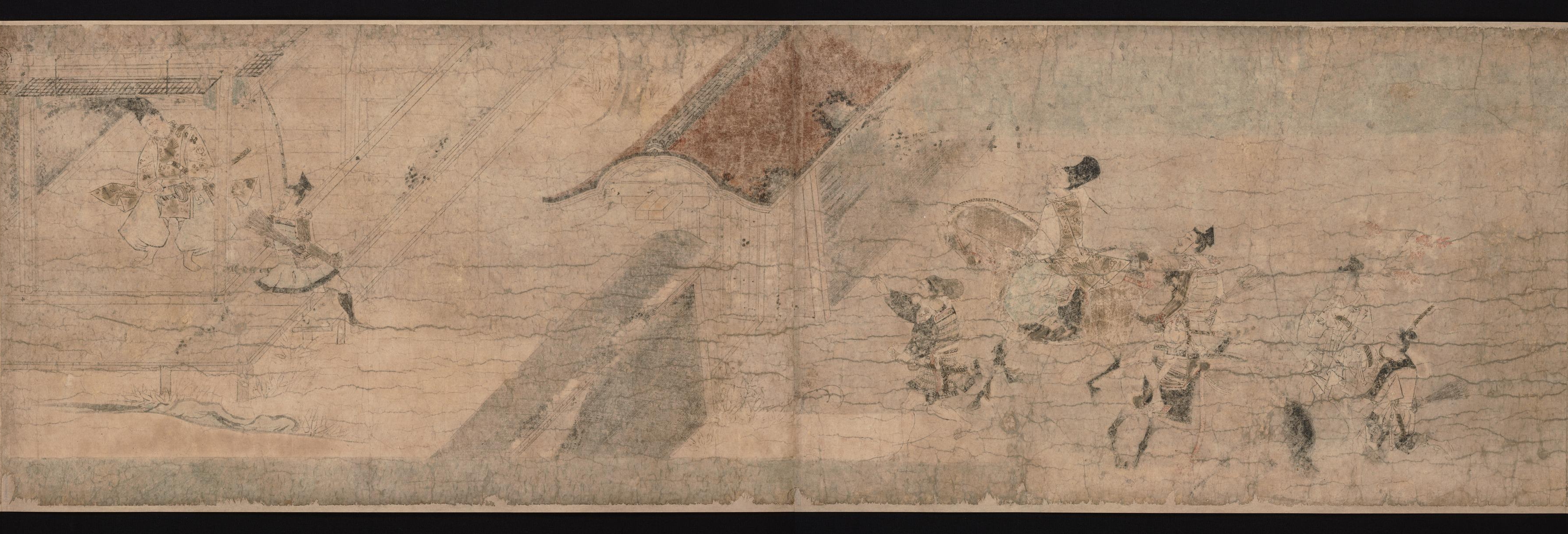
Minamoto no Yorimitsu et ses gens suivent un crâne volant dans le ciel aux alentours de Kyoto (première peinture).

Apparu au Japon grâce aux échanges avec l’Empire chinois, l’art de l’emaki se diffusa largement auprès de l’aristocratie à l’époque de Heian (794–1185). Un emaki se compose d’un ou plusieurs longs rouleaux de papier narrant une histoire au moyen de textes et de peintures de style yamato-e. Le lecteur découvre le récit en déroulant progressivement les rouleaux avec une main tout en le ré-enroulant avec l’autre main, de droite à gauche (selon le sens d’écriture du japonais), de sorte que seule une portion de texte ou d’image d’une soixantaine de centimètres est visible. La narration suppose un enchaînement de scènes dont le rythme, la composition et les transitions relèvent entièrement de la sensibilité et de la technique de l’artiste. Les thèmes des récits étaient très variés : illustrations de romans, de chroniques historiques, de textes religieux, de biographies de personnages célèbres, d’anecdotes humoristiques ou fantastiques…

## Description du rouleau

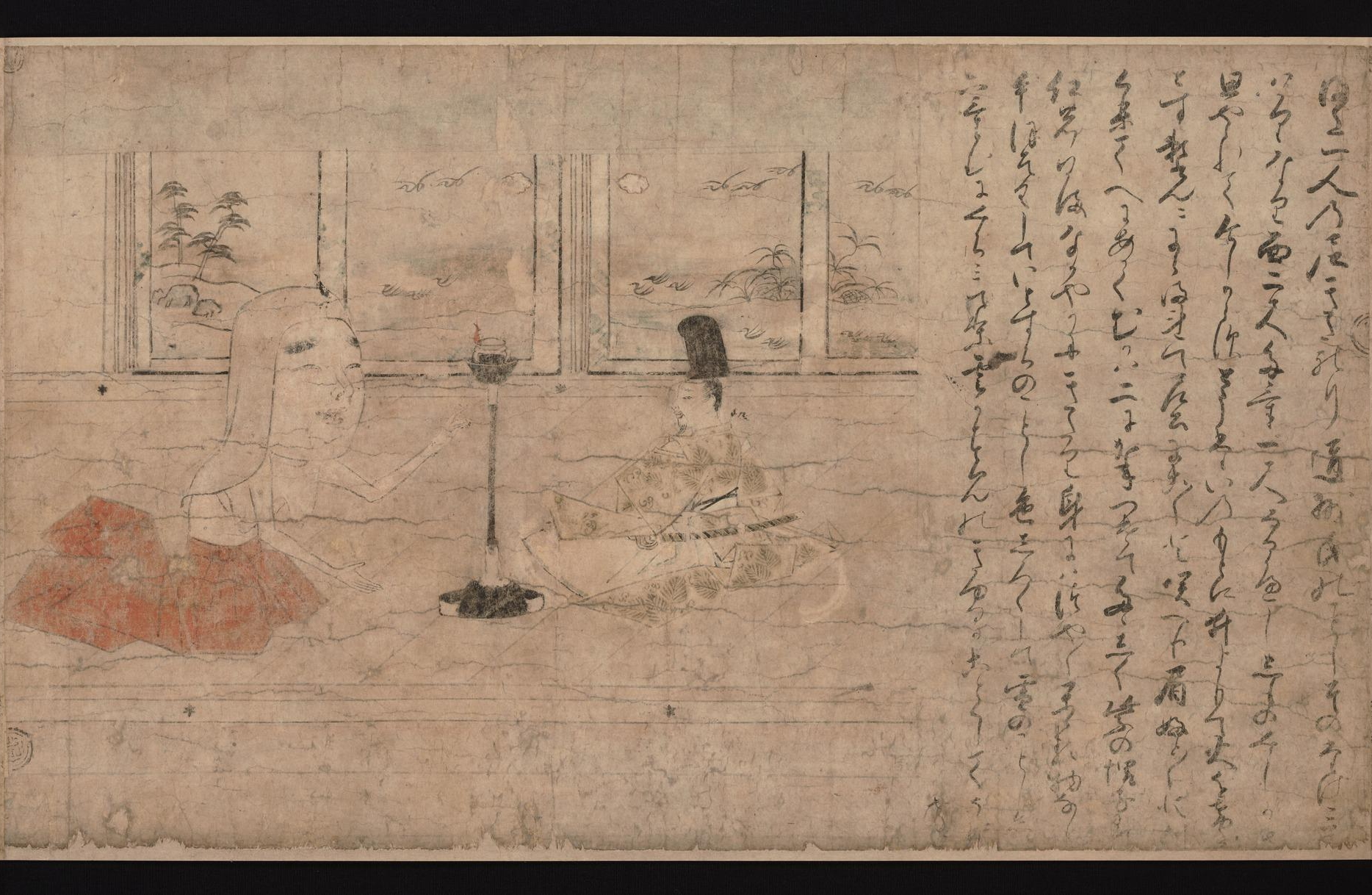
Plusieurs yōkai, des créatures surnaturelles du folklore japonais, sont représentés dans le rouleau en sus du Tsuchigumo (quatrième peinture).

Le Rouleau illustré de Tsuchigumo se compose d’un seul rouleau de papier (29,2 × 975,7 cm) comportant neuf sections de textes calligraphiés, chacune accompagnée d’une peinture illustrant le récit. L’ensemble retranscrit une légende de l’époque de Kamakura (Tsuchigumo sōshi) qui narre l’aventure du commandant Minamoto no Yorimitsu (944-1021) et du guerrier Watanabe no Tsuna (953-1025) contre un Tsuchigumo, un yōkai à l’apparence d’une araignée monstrueuse. Ce conte est lui-même inspiré de légendes ou chroniques plus anciennes, dont le Dit des Heike. 
Dans le Rouleau illustré de Tsuchigumo, les deux guerriers sont attirés par un crâne volant dans le ciel dans la région de Kyoto. Ils parviennent d’abord à une maison remplie de divers yōkai, terme japonais pour désigner un large éventail de créatures surnaturelles du folklore. Plusieurs courtes scènes montrent ces yōkai. Puis les deux guerriers suivent des traces de sang qui les mènent à une grotte. Là, ils affrontent une créature monstrueuse qui se révèle être le Tsuchigumo. Reprenant sa véritable forme d’araignée géante, elle est tuée par Minamoto no Yorimitsu et Watanabe no Tsuna dans la dernière scène,. Au-delà de l’illustration du conte, l’emaki sert aussi à légitimer le pouvoir en place, car le terme « tsuchigumo » désigne aussi les opposants au régime.

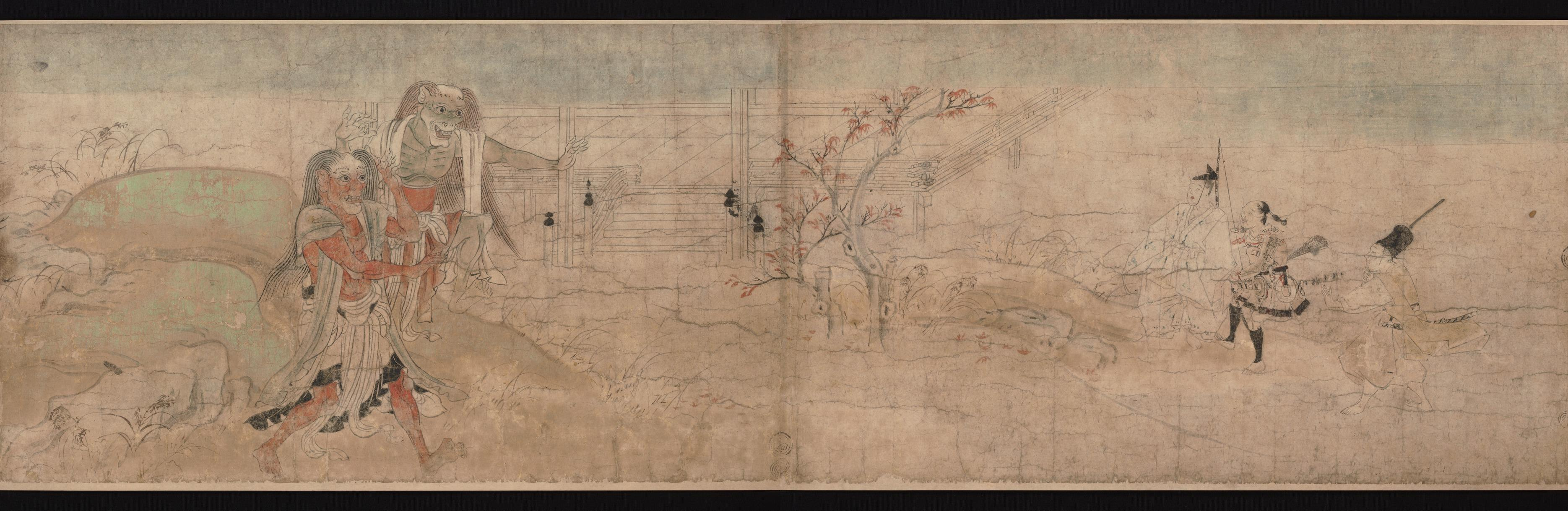
Le Tsuchigumo apparaît d’abord sous la forme d’un monstre géant (huitième peinture).

L’emaki date de la seconde moitié de l’époque de Kamakura, au XIIIe siècle ou au XIVe siècle selon les sources,,. Il s’agit ainsi d’un des plus anciens rouleaux enluminés de yōkai conservés de nos jours, qui a sans doute inspiré des emaki ultérieurs. En effet, durant l’époque de Muromachi (1336–1573) qui suit celle de Kamakura (1185–1333), les illustrations de yōkai deviennent très populaires. Cependant, les rouleaux enluminés de cette époque sont souvent de médiocre facture car réalisés par des peintres amateurs ou peu expérimentés, tandis que le Rouleau illustré de Tsuchigumo de Kamakura est encore proche du style de peinture yamato-e des chefs-d’œuvre de l’enluminure aux XIIe et XIIIe siècles,.

## Autres versions
Il existe plusieurs copies ou variantes de l’emaki, dont :
- un rouleau de l’époque d’Edo au Centre international de recherche pour les études japonaises de Kyoto[7]
- un rouleau au British Museum (1826)[8]